# Pseudocurimata troschelii
Pseudocurimata troschelii är en fiskart som först beskrevs av Günther, 1860.  Pseudocurimata troschelii ingår i släktet Pseudocurimata och familjen Curimatidae. Inga underarter finns listade i Catalogue of Life.